# Cintaratu (Parigi)
Cintaratu is een bestuurslaag in het regentschap Ciamis van de provincie West-Java, Indonesië. Cintaratu telt 3196 inwoners (volkstelling 2010).